# Monasterio de la Anunciación de Supraśl

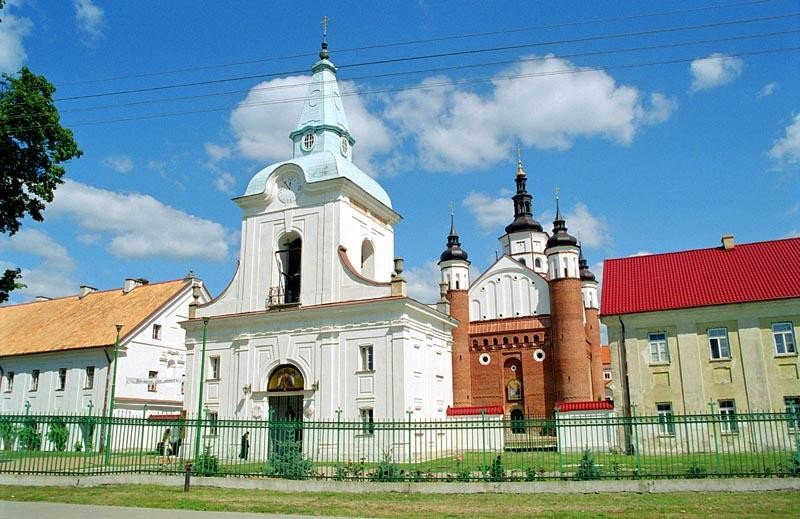
Monasterio, 2003

El Monasterio de la Anunciación de Supraśl (en polaco: Monaster Zwiastowania Najświętszej Marii Panny w Supraślu), también conocido como el Supraśl Lavra es un monasterio en el noreste de Polonia en el voivodato de Podlaquia. Hoy pertenece a la Autocefalía de la Iglesia ortodoxa polaca y es uno de los seis monasterios de monjes ortodoxos en Polonia.

## Historia

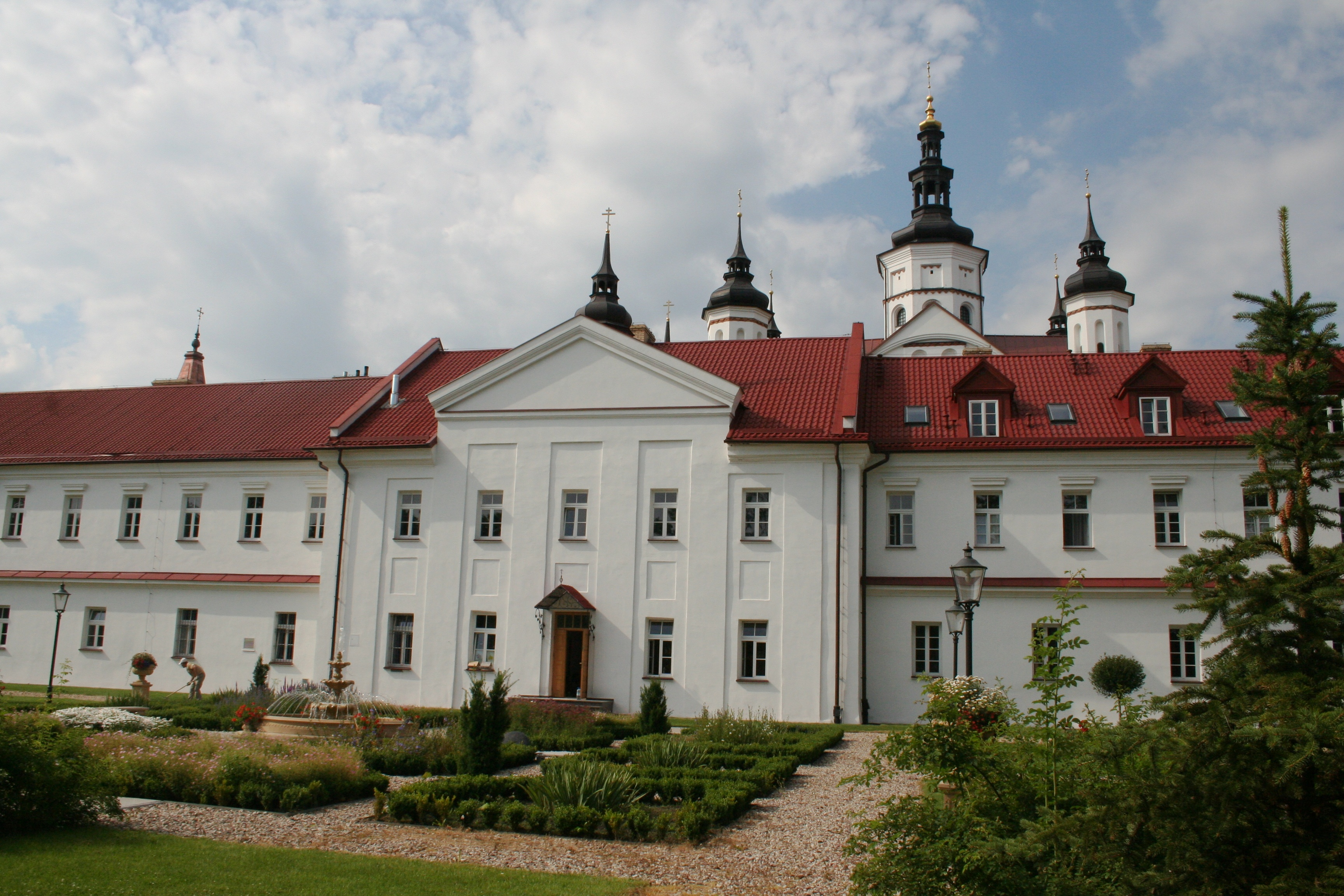
Vista del complejo monástico al anochecer

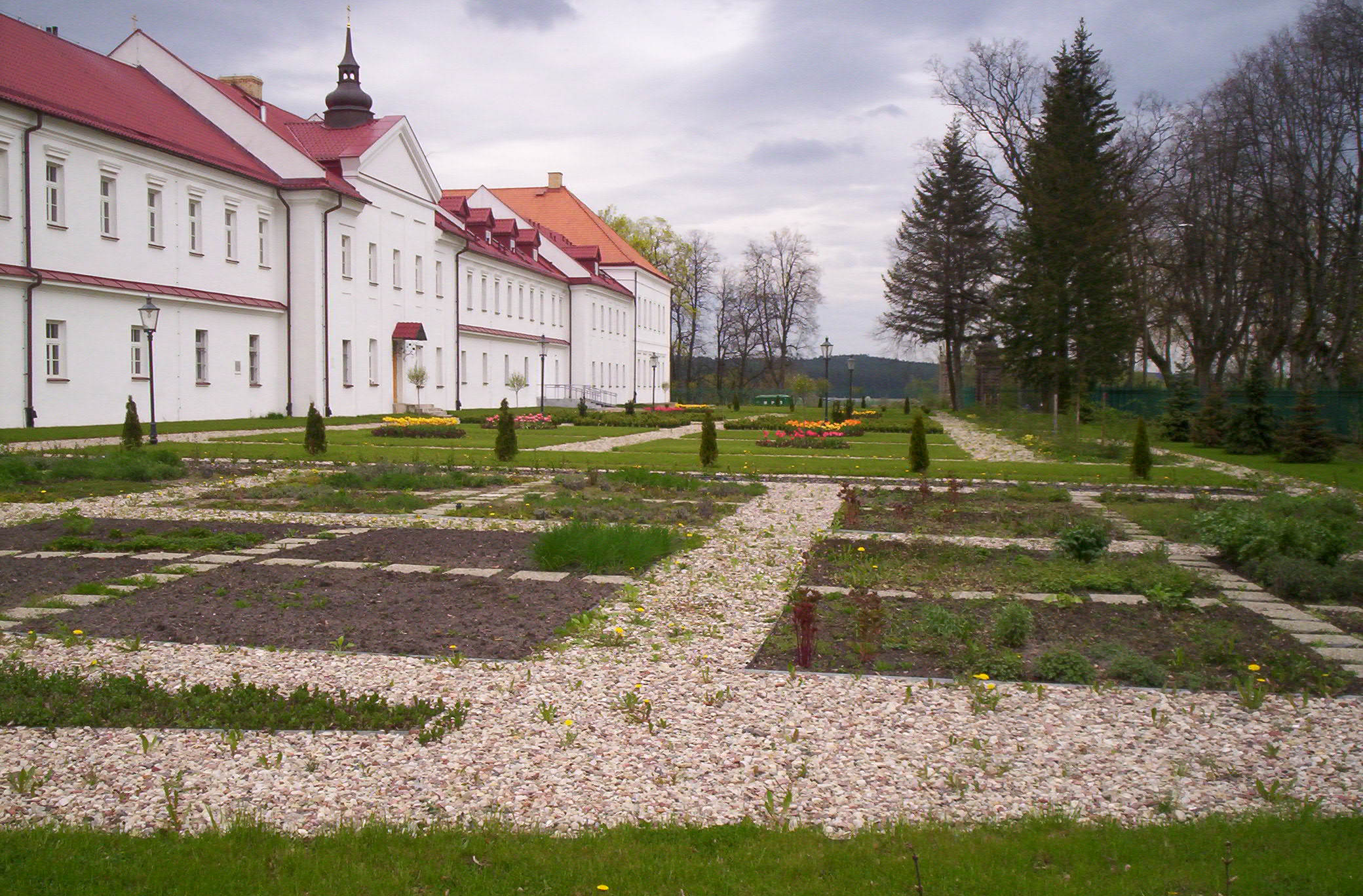
Jardines renacentistas del monasterio

El Monasterio Ortodoxo Supraśl fue fundado en el siglo XVI por el mariscal del Gran Ducado de Lituania Aleksander Chodkiewicz. Jeremías II Tranos, el Patriarca de Constantinopla emitió un sancionadora especial para su fundación. 1501 vio la construcción de la primera iglesia de madera de San Juan Evangelista. En este período, Anthony de Supraśl vivió en el monasterio antes de su martirio. En 1516, la Iglesia de la Anunciación fue consagrada, más tarde se amplió el monasterio con la adición de otra iglesia dedicada a la Resurrección de Nuestro Señor, que albergaba el catacumbas monasterio. Con el paso de los años, el Supraśl Lavra se convirtió en un importante sitio de la cultura ortodoxa como resultado de su gran biblioteca y sus animados contactos con otros sitios ortodoxos importantes como el Monasterio de las Cuevas de Kiev y Monte Athos.
En 1609, el Monasterio fue una de las primeras entidades en aceptar la Unión de Brest en la Comunidad Polaco-Lituana, y la Orden basiliana de San Josafat asumió su administración. Los basilianos supervisaron la reconstrucción del complejo del Monasterio y la expansión de su actividad editorial. A fines del siglo XVII, se estableció una imprenta y, durante un período de poco más de cien años, publicó 350 títulos en rutenio, polaco y latín. Durante ese mismo período, también se establecieron varios monasterios filiales, entre los que destaca el monasterio filial de Varsovia, que ha permanecido en operación hasta el día de hoy. En 1796, las autoridades prusianas confiscaron las propiedades del monasterio después de la tercera Partición de Polonia. Sin embargo, siguió desempeñando un papel importante en la vida religiosa de la región como la sede de una eparquía recién creada para esos devotos rutenos bajo el gobierno prusiano, que comenzó en 1797 y duró hasta que cayó bajo el dominio ruso después de los Tratados de Tilsit en 1807.
En 1824, los rusos dieron el complejo del monasterio a la Iglesia ortodoxa rusa. En 1875, la iglesia de San Panteleimón fue construida, en 1889, San Juan el teólogo, y finalmente en 1901, San Jorge el Vencedor. En 1910, hubo una restauración del siglo XVI fresco es, que había sido cubierto por los basilianos. Tras los estragos de Primera Guerra Mundial, los monjes huyeron del monasterio al interior de Rusia, llevándose con ellos el milagroso icono de Nuestra Señora de Supraśl.
En el período entre las dos guerras mundiales, el monasterio fue utilizado por el Rito Latino Orden Salesiana. En 1944, el ejército alemán en retirada destruyó la Iglesia de la Anunciación, junto con todos sus frescos preciosos. El gobierno Comunista convirtió al monasterio en un lugar agrícola academia. Después del colapso del gobierno comunista, el monasterio fue entregado a la Iglesia ortodoxa autocéfala polaca, lo que inmediatamente inició el trabajo de conservación y la renovación del monasterio.
El Codex Suprasliensis, la más antigua obra literaria eslava en Polonia y uno de los más antiguos de este tipo en el mundo, lleva el nombre de este monasterio.

## Complejo monástico

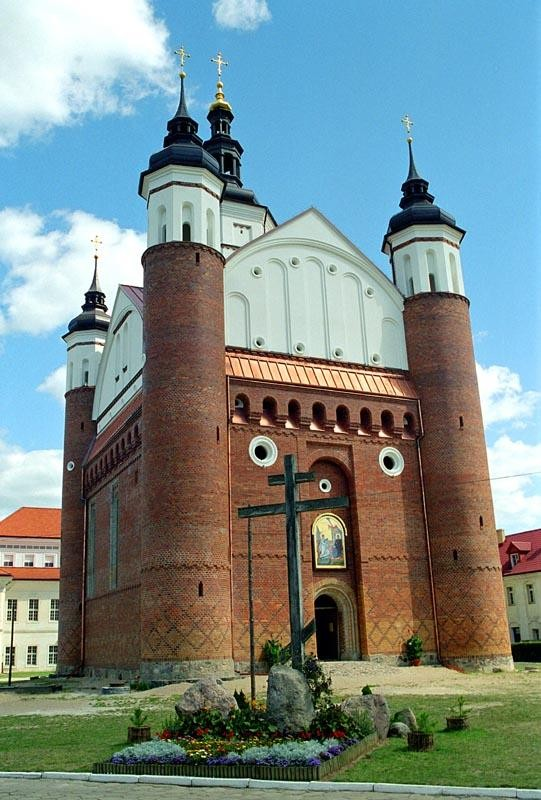
Iglesia de la Anunciación

En el patio del complejo del monasterio está la Iglesia de la Anunciación (1503-1511, destruida en 1944, en proceso de reconstrucción desde 1985. Sobreviven fragmentos originales de los frescos originales que se exhiben actualmente en el Palacio de los Arquimitanos. La iglesia está siendo reconstruido de acuerdo con el diseño del arquitecto M. Kuźmienko.
Edificios del monasterio barroco, construido entre los siglos XVII y XVIII.
Palacio de los Archimandrites (construido entre 1635-1655) hoy en día el palacio alberga el Supraśl Icon Museum
La Iglesia de San Juan, El teólogo (1888)
The Gate-Belltower construido en 1752, modelado según el Palacio Branicki en Białystok.
Las instalaciones del Laura Supraśl (monacato) están planificadas como el futuro hogar de la Academia Supraśl, inspirada en instituciones similares administradas por la Iglesia Ortodoxa de Grecia en la actualidad.